# Ousmane Camara (magistrat)
Pour les articles homonymes, voir Camara et Ousmane Camara (homonymie).
Ousmane Camara, de son vrai nom Ablaye Camara , né en 1931 à Diourbel, est un magistrat sénégalais, appelé lors de l’accès à l’indépendance du pays à différentes fonctions de l'exécutif et à différents postes de ministre sous la présidence de Léopold Sédar Senghor.

## Biographie

### Jeunesse et formations
Ousmane Camara est né le 14 mai 1931 à Diourbel, au sein d’une fratrie de 6 enfants . Son père est originaire du Sénégal oriental, et est un musulman appartenant à la confrérie Tijaniyya. Sa mère est de la presqu'île du Cap-Vert, et a également  un rôle de prêtresse dans la religion traditionnelle en vigueur parmi les lébous, peuple dont elle est issue. Il bénéficie à partir de ses huit ans d’une scolarisation, le matin,  à l’école française, tout en continuant, l’après-midi , à garder les animaux.
Mais sa famille connaît par la suite une situation financière difficile, à la suite d'un accident du travail de son père, qui exerçait comme mécanicien. Le garçon est pris en charge par un oncle, à Kaolack. Son prénom Ablaye est changé en Ousmane et il est rajeuni pour être accepté à l’école. Bien que vivant au sein d’une communauté familiale aux revenus très modestes, il découvre  le cinéma et le plaisir de la lecture. Après avoir obtenu le  Certificat d’études primaires, il entre au lycée à Saint-Louis, à l’internat. Il participe à une grève des lycéens provoquée par la mauvaise nourriture.  En 1953, il obtient le baccalauréat. À la rentrée d’octobre 1953, il entame des études universitaires à l’École supérieure de droit de l’Institut des Hautes études de Dakar. Il devient membre d’un syndicat étudiant et rejoint également un parti politique, l’Union démocratique sénégalaise (UDS). En 1957, il la quitte et adhère au tout nouveau Parti africain de l'indépendance (PAI), parti indépendantiste de tendance communiste. Après quelques difficultés dues à ces activités politiques, il obtient une bourse pour continuer des études à Paris et arrive en métropole fin octobre 1957. Il y adhère cette fois à la Fédération des étudiants d'Afrique noire en France. Il représente cette organisation dans plusieurs manifestations internationales étudiantes, à Kampala, Prague, Budapest, Varsovie, Cracovie, Lodz, Pékin. Il prend ses distances avec le Parti africain de l'indépendance, mais est en contact avec les unions étudiantes marocaines et algériennes, proches des mouvements luttant pour l’indépendance de ces pays. En 19589, il est magistrat stagiaire en France. Il rentre à Dakar en juillet 1961. Il a 30 ans.

### Magistrat
Le 25 décembre 1961, il devient procureur à Thiès, une ville au climat politique agité par les rivalités entre partisans de  Léopold Sédar Senghor et ceux de Mamadou Dia, autre leader politique favorable à une rupture des relations avec la France.  Le 19 aout 1962, il épouse une cousine,  Aminata Sow.  Le 18 décembre 1962,  Mamadou Dia, devenu Président du Conseil, est arrêté par un détachement de paras-commandos, avec quatre autres ministres, alors qu’une motion de censure de son gouvernement a été votée la veille au parlement : Senghor s’empare du pouvoir.
Le 2 janvier 1963, Ousmane Camara apprend à la fois sa nomination comme membre d’une  Commission préparant un avant-projet de constitution, et parallèlement comme procureur général près de la Haute Cour de Justice. Cette Cour spéciale composé de députés est constituée pour mener le procès de Mamadou Dia et des personnalités arrêtées avec lui. Son réquisitoire, dans ce procès, est très tempéré  et propose de faire bénéficier Mamadou Dia de larges circonstances atténuantes. Mais le verdict de la Haute-Cour de Justice, composée de députés, est beaucoup plus sévère, avec une lourde peine d’emprisonnement.

### Ministre
En juin 1963, Ousmane Camara est nommé Avocat général près la cour d’appel de Dakar. En septembre, il sort de la magistrature et devient secrétaire permanent du conseil de la défense. Après les élections de décembre 1963, il continue à progresser dans l’exécutif, devenant successivement directeur de cabinet du Ministre des forces armées (qui est Amadou Cissé Dia), puis le 18 novembre 1964 directeur de la sûreté nationale. Le 24 juillet 1968, il revient en fonction dans la magistrature comme membre de la Cour suprême. Puis le 28 février 1970, il est nommé Ministre chargé du Travail et de la Fonction publique, et quelques mois à peine plus tard, le  14 décembre 1970, Ministre de l’information. Après les élections de février 1973, le ministère de l’enseignement supérieur  lui est confié. Il devient également membre du comité central et du bureau politique du parti gouvernemental  l’Union progressiste sénégalaise (UPS).

### Autres fonctions
Cette  carrière politique au plus haut niveau de l’exécutif prend fin avec le départ de Senghor de la présidence de la République, le 31 décembre 1980. Le nouveau président de la République sénégalaise, Abdou Diouf, l’éloigne de la scène de la politique intérieure en le nommant ambassadeur à Londres. Il  y reste jusqu’en septembre 1984, date à laquelle il reprend des fonctions dans la magistrature en étant nommé premier président de la cour d’appel. Le 18 juin 1985, il est désigné premier Président de la cour suprême, supervisant notamment les élections.  Le 14 février 1991, il devient  Médiateur de la République, une fonction nouvellement créée. À la suite de la scission de la Cour suprême en trois institutions, le Conseil constitutionnel, le Conseil d’État et la Cour de cassation, il se voit nommé Président du Conseil d’état sénégalais en février 1997. Il a alors 65 ans. Sa participation au bicentenaire du Conseil d’État français, en décembre 1999, est sa dernière manifestation publique à l’étranger. Il prend ensuite sa retraite.
Il a eu 4 enfants, 4 filles,  dont Fatou Kiné Camara, juriste et féministe sénégalaise .

## Autobiographie
- Mémoire d’un juge africain, itinéraire d’un homme libre, Editions Karthala, 2010 (lire en ligne).